# Okna Evansa
Okna Evansa - zjawisko  spektroskopowe polegające na występowaniu w widmach w podczerwieni szerokiego pasma drgań w zakresie częstości protonowych drgań rozciągających mające kształt rozkładu normalnego. Zjawisko to występuje dla układów wiązań wodorowych o średniej mocy. Stąd wystąpienie tego zjawiska jest dobrym dowodem na istnienie tych wiązań.
Pasmo w zakresie okna Evansa jest często poprzecinane przez szereg węższych lub szerszych dziur tak zwanych dziur Evansa. Zjawisko występowania okien Evansa opisał i wyjaśnił w swojej stochastycznej teorii S. Bratos w 1974 roku. 